# 히로세촌 (시즈오카현)
히로세촌(일본어: 広瀬村)은 일본 시즈오카현의 서부, 도요다군・이와타군에 속해있던 촌이다. 
이와타시의 북부, 현재의 덴류강을 가로지르는 하마키타대교 동쪽 일대에 해당한다. 

## 역사
- 1889년 4월 1일 - 정촌제 시행에 의해 도요다군 히로세촌이 성립하였다.
- 1896년 4월 1일 - 군 개편에 의해 이와타군에 속하게 되었다.
- 1955년 4월 1일 - 시키지촌, 노베촌과 합병해, 도요오카촌이 성립하여, 동일 히로세촌은 폐지되었다.

## 교통

### 철도
- 고묘전기철도（1928년 - 1936년） 
  - 고묘전기철도선

## 참고 문헌
- 角川日本地名大辞典編纂委員会,『角川日本地名大辞典 22 静岡県』, 角川書店, 1978年, ISBN 4040012208